# Hasan Tahsin

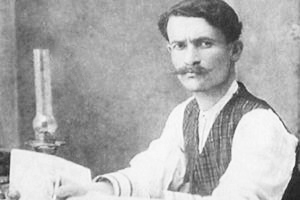
„Hasan Tahsin“ (Osman Nevres)

Hasan Tahsin Bey (* 1888 in Selânik, Osmanisches Reich als Osman Nevres; † 15. Mai 1919 in Izmir) war ein türkischer Journalist. Ihm wird nachgesagt, am 15. Mai 1919 im türkischen Befreiungskrieg den ersten Schuss (ilk kurşun) gegen die griechischen Besatzungsmächte abgefeuert zu haben. In der Türkei gilt er seitdem als Nationalheld.

## Leben
Hasan Tahsin wurde im Jahr 1888 als Osman Nevres in der heute griechischen Stadt Selanik geboren, die damals Teil des Osmanischen Reichs war. Er entstammte einer einst jüdischen Dönme-Familie, die dem Sabbatianismus anhing. Nach seiner Schulzeit in Selanik lebte er in Istanbul, ehe er ab 1910 an der Universität von Paris in der Sorbonne Politikwissenschaft studierte. Nach seinem Studium kehrte er nach Istanbul zurück.
Tahsin war Mitglied der Geheimorganisation Teşkilât-ı Mahsusa des Komitees für Einheit und Fortschritt im Osmanischen Reich. Während des Ersten Weltkrieges wurde er damit beauftragt, am 15. Oktober 1914 in der rumänischen Hauptstadt Bukarest den britischen Minister für Landwirtschaft und Fischerei Noel Edward Buxton und dessen Bruder Charles Roden Buxton zu töten; das Attentat misslang jedoch. Tahsin musste daraufhin für fünf Jahre ins Exil. Darüber hinaus wurde er von einem rumänischen Gericht zu 20 Jahren Zwangsarbeit verurteilt.
Nach seiner Rückkehr nach Istanbul reiste er zum Zwecke der Behandlung seiner Tuberkuloseerkrankung in die Schweiz. Um unerkannt bleiben zu können, änderte er seinen Namen von Osman Nevres in Hasan Tahsin. Nach Izmir kehrte er im Jahr 1918 zurück. Dort gründete er am 11. November 1918 zusammen mit einem weiteren Journalisten die politische Zeitung Hukuk-u Beşer (dt. ‚Menschenrechte‘), die jedoch am 15. Mai 1919 infolge seines Todes eingestellt wurde. Im Jahr 2011 wurden sämtliche erschienenen Ausgaben der Zeitung vom Osmanischen ins Türkische übersetzt.

## Der erste Schuss(ilk kurşun)

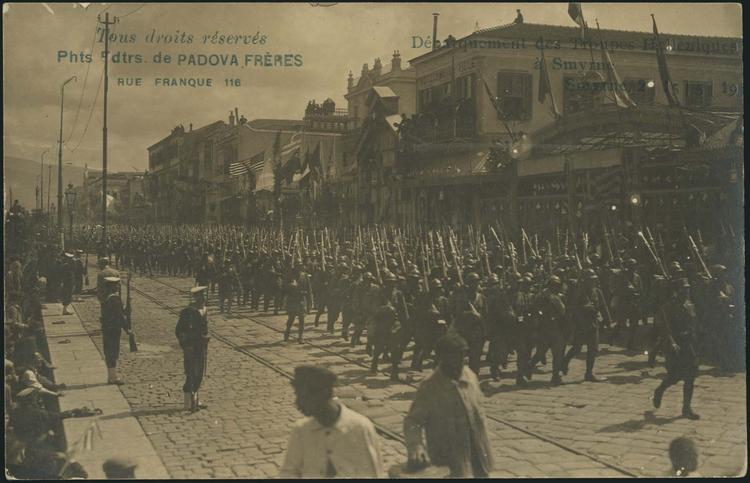
Griechische Soldaten besetzen Izmir am 15. Mai 1919

Am 15. Mai 1919 landeten – im Rahmen des Waffenstillstands von Moudros und der Megali Idea – griechische Truppen in Izmir und besetzten die Stadt, bis sie am 9. September 1922 von Truppen der Kuvayı Milliye wieder eingenommen wurde. Diese Operation mündete in den türkischen Befreiungskrieg.
Als Reaktion auf den bevorstehenden Krieg schloss sich in der Nacht vom 14. auf den 15. Mai 1919 eine Vereinigung namens Redd-i İlhak Cemiyeti (dt. Gesellschaft zur Ablehnung der Annexion) zusammen. In dieser Nacht versammelten sich tausende Menschen um einen alten Friedhof. Hasan Tahsin rief an diesem Tag ebenfalls in seiner Zeitung Hukuk-u Beşer zum Widerstand auf. Er hielt zudem eine Rede, in der er unter anderem die Pariser Friedenskonferenz kritisierte.
Hasan Tahsin begab sich am Morgen des 15. Mai 1919 um 7:30 Uhr auf den Konak-Platz, auf dem sich auch der Uhrturm von Izmir befindet; zu diesem Zeitpunkt war die Küste bereits von tausenden griechischen Soldaten umstellt. Um 8:55 Uhr landete das erste feindliche Schiff in Izmir. Dessen Besatzung applaudierte daraufhin allen folgenden Schiffen. Es sei gehört worden, dass Tahsin mit lauter Stimme „olamaz, böyle ellerini sallaya sallaya giremezler“ (dt. etwa „nein, die dürfen hier nicht einfach unbehelligt einmarschieren“) gerufen habe. Daraufhin soll er nach seinem Revolver gegriffen und das Feuer eröffnet haben. Während des Schusswechsels soll er zwei griechische Soldaten tödlich getroffen haben. Einer anderen Version nach soll er lediglich einen Soldaten, der die Truppenfahne trug, getötet haben. Kurz darauf wurde er getötet.

## Nachleben

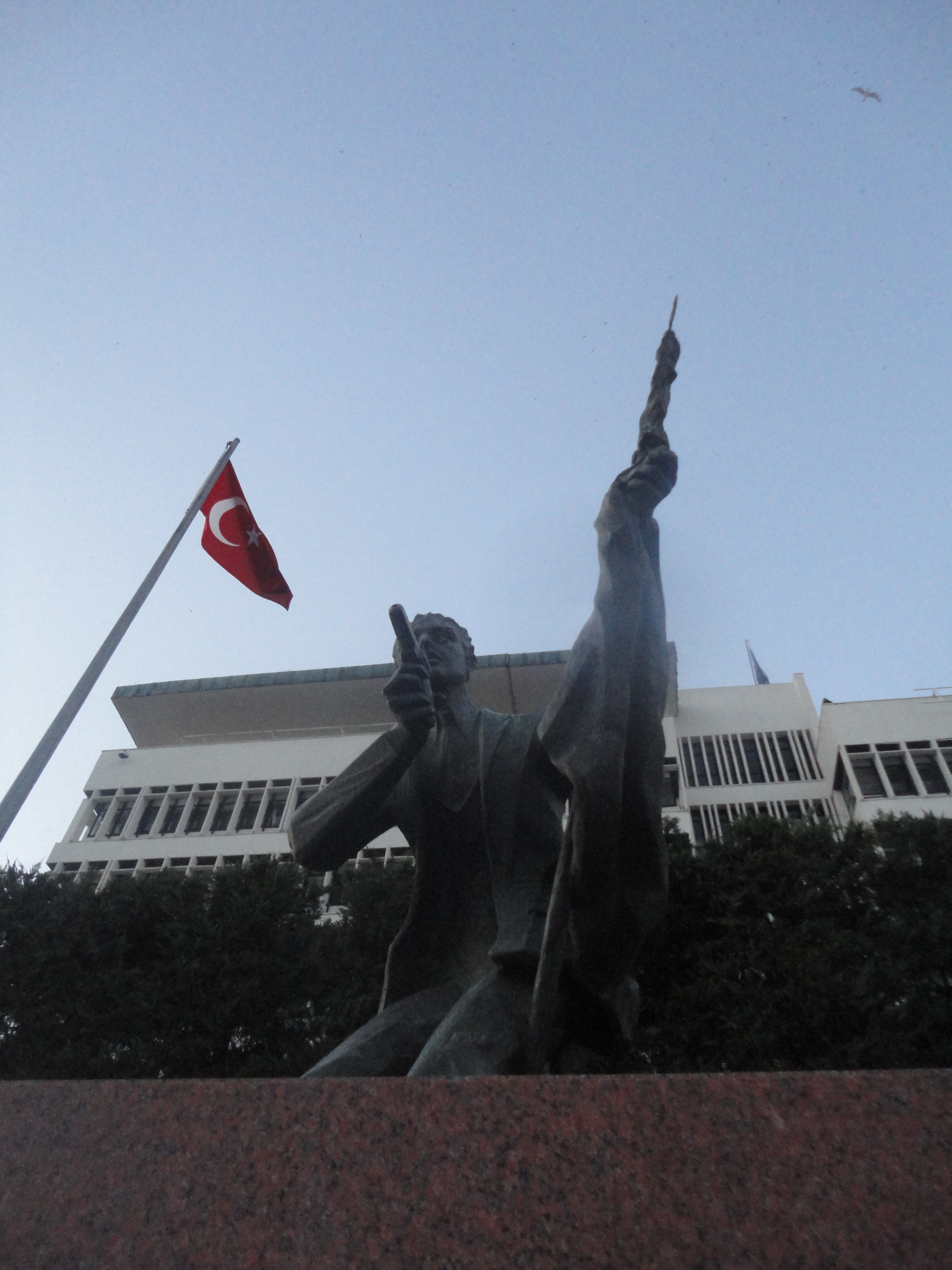
Das Denkmal zeigt Tahsin, wie er aus der Menge heraus den ersten Schuss abfeuert

Auf dem Konak-Platz in Izmir steht ihm zu Ehren in unmittelbarer Nähe zum Uhrturm ein Denkmal.